# Terry Cooper
Terence "Terry" Cooper (født 12. juli 1944 i Knottingley, død 31. juli 2021) var en engelsk fodboldspiller og træner, der spillede som venstre back. Han var på klubplan tilknyttet Leeds United, Middlesbrough, Bristol City, Bristol Rovers og Doncaster. Længst tid tilbragte han hos Leeds, hvor han var tilknyttet 13 sæsoner og var med til at vinde to engelske mesterskaber og nå finalen i Mesterholdenes Europa Cup i 1975.
Cooper blev desuden noteret for 20 kampe for Englands landshold. Han repræsenterede sit land ved VM i 1970 i Mexico.
Efter sit karrierestop gjorde Cooper karriere som træner, og stod i spidsen for blandet andet Bristol City Exeter og Birmingham.

## Titler
Engelsk 1. division
- 1969 og 1974 med Leeds United

FA Cup
- 1972 med Leeds United

Football League Cup
- 1968 med Leeds United